# (4910) Kawasato
(4910) Kawasato ist ein marsbahnkreuzender Asteroid des Hauptgürtels, der am 11. August 1953 vom deutschen Astronomen Karl Wilhelm Reinmuth an der Landessternwarte Heidelberg-Königstuhl (IAU-Code 024) entdeckt wurde.
Der Asteroid ist nach dem japanischen Amateurastronomen Nobuhiro Kawasato benannt, der 1988 Mitentdecker des Asteroiden 1988 VG2 war. Dieser wurde als der verlorene Asteroid (724) Hapag identifiziert.